# We Can't Be Stopped
We Can't Be Stopped è il terzo album del gruppo hip hop statunitense Geto Boys, pubblicato nel 1991.

## Registrazione
| Recensione           | Giudizio |
| -------------------- | -------- |
| AllMusic             | [ 1 ]    |
| RapReviews           | [ 3 ]    |
| Entertainment Weekly | B        |
| Robert Christgau     | taglio   |
| Rolling Stone        | [ 6 ]    |

We Can't Be Stopped ha richiesto solo poche settimane di registrazione. Durante la registrazione dell'album, DJ Ready Red, uno dei membri originali di Geto Boys, ha lasciato il gruppo per motivi personali.
In We Can't Be Stopped, ogni membro del gruppo ha tre tracce soliste. Tre brani hanno tutti e tre i membri , tra cui una breve apparizione di DJ Ready Red nella title track.

## Copertina dell'album
La copertina dell'album è una fotografia del membro Bushwick Bill in ospedale. Bill è stato colpito nell'occhio mentre lui e la sua ragazza litigavano per una pistola. Bushwick Bill voleva che lei lo uccidesse e durante la discussione prese la pistola sparandosi.Gli altri due membri dei Geto Boys  portarono Bill fuori dalla stanza dell'ospedale per scattare la foto, rimuovendo la benda sull'occhio e la flebo . Bill ha in seguito espresso rammarico per la copertina dell'album, dicendo "Mi fa ancora male guardare quella copertina perché quella è stata una cosa personale che ho attraversato ... sento ancora il dolore per il fatto che ho una pallottola nel cervello.  Penso che sia stato abbastanza sbagliato farlo. "

## Tracce
1. Rebel Rap Family – 1:22
2. We Can't Be Stopped – 3:34
3. Homie Don'T Play That – 3:48
4. Another Nigger in the Morgue – 3:14
5. Chuckie – 3:48
6. Mind Playing Tricks on Me – 5:11
7. I'm Not a Gentleman – 4:01
8. Gota Let Your Nuts Hang – 4:11
9. Fuck a War – 4:16
10. Ain't with Being Broke – 3:47
11. Quickle – 3:08
12. Punk-Bitch Game – 2:16
13. The Other Level – 6:01
14. Trophy – 3:08

## Classifiche

### Classifiche settimanali
| Classifica (1991)         | Posizione massima |
| ------------------------- | ----------------- |
| Stati Uniti               | 24                |
| US Top R&B/Hip-Hop Albums | 5                 |